# 斑纹扁魟
斑纹扁魟（学名：Urolophus marmoratus）为扁魟科扁魟屬的鱼类。在中国，分布于南海等海域。该物种的模式产地在南海。